# 毛肇宗
毛肇宗，字克敬，浙江山阴县（在今浙江省绍兴市境）人。明朝政治人物、进士。
永乐二年，中进士三甲第十一名。后授周王府教授，工詩，有《耶溪集》。